# Jerzy Grotowski
Jerzy Marian Grotowski (født 11. august 1933 i Rzeszów, Polen, døde 14. januar 1999 i Pontedera, Italien) var en polsk teaterdirektør.
Han var lidenskabelig optaget af Konstantin Stanislavskij mens han studerede på teaterskolen. Senere forlod han Stanislavskijs vision om en skuespiller med et naturalistisk udtryk. Han ønskede at skabe noget nyt, et ekspressivt, nøgent teater, hvor alle overflødige elementer er fjernet. Han ønskede at slette sondringen mellem publikum og skuespillerne. Fokus bør være på oplevelsen, ikke visningen.
Uddannet skuespiller 1951-55 og instruktør 1956-60 på Statens Teaterhøjskole i Kraków, samt uddannet instruktør 1955-56 på det Russiske Akademi for Teaterkunst i Moskva, hvor han studerede Stanislavskij og Meyerhold.
I 1959 flyttede Grotowski til Opole hvor han sammen med litterat og teaterkritiker Ludwik Flaszen overtog et lille teater og skabte Teatr 13 Rzędów (Teatret med de tretten rækker) og i 1965 Teatr Laboratorium i Wrocław (-1982). Fra 1960 var Eugenio Barba instruktørassistent for Grotowski, og medvirkede til at skabe teaterlaboratoriets internationale gennembrud med forestillinger som Akropolis 1962, Dr. Faustus 1963 af Marlowe og The Constant Prince 1965 (Den Standhaftige Prins Kbh. 1966). 1966 spillede teatret for første gang i udlandet og Odin Teatret arrangerede internationale seminarer i Holstebro. 1968 udkom Grotowskis manifest Towards a poor Theatre, redigeret af Barba og med forord af Peter Brook.